# Adunații-Copăceni
Adunații-Copăceni is een Roemeense gemeente in het district Giurgiu.
Adunații-Copăceni telt 6555 inwoners.